# روبي روسيل
روبي روسيل (بالإنجليزية: Robbie Russell)‏ (16 يوليو 1979 بأكرا في غانا - ) هو لاعب كرة قدم أمريكي في مركز الدفاع. لعب مع دي.سي. يونايتد وريال سالت ليك ونادي بريدابليك ونادي روسنبورغ ونادي سوغندال لكرة القدم ونادي فيبورج.

## وصلات خارجية
- روبي روسيل على موقع الدوري الأمريكي (الإنجليزية)
- روبي روسيل على موقع قاعدة بيانات كرة القدم.إي يو (الإنجليزية)